# Only Happy When It Rains
Only Happy When It Rains is een nummer van de Amerikaanse band Garbage uit 1996. Het is de vierde single van hun titelloze debuutalbum.
Het nummer kent een donker geluid. Toen de leden van Garbage elkaar voor het eerst ontmoetten, ontdekten zij dat ze allemaal een voorliefde hadden voor donkere muziek. De tekst van "Only Happy When It Rains" gaat over genieten van je eigen depressies. Daarnaast wordt in de tekst ook de draak gestoken met de angstige thema's die veel alternatieve rocknummers uit de jaren '90 hebben. Zangeres Shirley Manson komt uit Schotland, waar het tevens vaak regent. Volgens Manson is "Only Happy When It Rains" een voorbeeld van de Schotse zelfspot. Het nummer bereikte een bescheiden 55e positie in de Amerikaanse Billboard Hot 100. Ook in Nederland werd het nummer een bescheiden hitje, met een 34e positie in de Nederlandse Top 40.